# Brett Morse
Brett Morse (11 febbraio 1989) è un discobolo britannico.

## Palmarès
| Anno | Manifestazione    | Sede      | Evento           | Risultato      | Misura  | Note |
| ---- | ----------------- | --------- | ---------------- | -------------- | ------- | ---- |
| 2007 | Europei juniores  | Hengelo   | Lancio del disco | 9º             | 53,91 m |      |
| 2008 | Mondiali juniores | Bydgoszcz | Lancio del disco | Qualificazione | nm      |      |
| 2009 | Europei under 23  | Kaunas    | Lancio del disco | 13º            | 54,16 m |      |
| 2010 | Commonwealth      | Delhi     | Lancio del disco | 6º             | 58,91 m |      |
| 2011 | Europei under 23  | Ostrava   | Lancio del disco | Qualificazione | nm      |      |
| 2011 | Mondiali          | Taegu     | Lancio del disco | 12º            | 62,69 m |      |
| 2012 | Europei           | Helsinki  | Lancio del disco | 22º            | 58,71 m |      |
| 2012 | Olimpiadi         | Londra    | Lancio del disco | 35º            | 58,18 m |      |
| 2013 | Mondiali          | Mosca     | Lancio del disco | 23º (q)        | 59,23 m |      |
| 2014 | Commonwealth      | Glasgow   | Lancio del disco | 5º             | 60,48 m |      |